# 阿博因 (阿馬蘭蒂)
阿博因是葡萄牙波尔图区的一个堂区。总面积5.08平方公里，总人口652人，人口密度128.3人/平方公里。